# Tugéras-Saint-Maurice
Tugéras-Saint-Maurice is een gemeente in het Franse departement Charente-Maritime (regio Nouvelle-Aquitaine) en telt 291 inwoners (1999). De plaats maakt deel uit van het arrondissement Jonzac.

## Geografie
De oppervlakte van Tugéras-Saint-Maurice bedraagt 13,7 km², de bevolkingsdichtheid is 21,2 inwoners per km².
De onderstaande kaart toont de ligging van Tugéras-Saint-Maurice met de belangrijkste infrastructuur en aangrenzende gemeenten.

## Demografie
Onderstaande figuur toont het verloop van het inwonertal (bron: INSEE-tellingen).

1. ↑  Populations de référence 2022.